# Hotonnes
Hotonnes är en kommun i departementet Ain i regionen Auvergne-Rhône-Alpes i östra Frankrike. Kommunen ligger  i kantonen Brénod som ligger i arrondissementet Nantua. Kommunens areal är 28,4 km². År 2018 hade Hotonnes 272 invånare.

## Befolkningsutveckling
Antalet invånare i kommunen Hotonnes
Referens: INSEE